# Paranemastoma bolei
Paranemastoma bolei is een hooiwagen uit de familie aardhooiwagens (Nemastomatidae). De originele naamcombinatie (protoniem) was Nemastoma bolei Hadži, 1973. Een volgende naamrecombinatie werd gepubliceerd als Paranemastoma bolei (Hadži, 1973) in Schönhofer 2013.